# Ixtlahuacán de los Membrillos
Ixtlahuacán de los Membrillos (del náhuatl Ixtlahuatl "lugar de llanuras") es un pueblo del estado de Jalisco, México. Está ubicado a 30 kilómetros de la capital del estado: Guadalajara, y es cabecera del municipio homónimo.

## Toponimia
Hay varias interpretaciones o significados de la palabra Ixtlahuacán. La primera de ellas explica que dicha palabra está compuesta de dos vocablos diferentes “ixtla” de Ixtlacateotl, que era la deidad imperante en ese entonces y “huacan” de Chimalhuacán, que era el nombre de toda esta extensa comarca. Otras de las interpretaciones que se dan al nombre son “lugar desde donde se alcanza a ver lejos”, “llanura con agua” y “lugares llanos”.

## Historia
A unos cuatro kilómetros al poniente de Ixtlahuacán, al pie del cerro más alto conocido como “El Picacho” existe un lugar llamado “El Varal” por ser un sitio donde abundan “Las Varas”, que son unos palos largos y delgados que anteriormente se utilizaban para hacer tapeixtles, huacales, zarzos, cercos y cabañas.
En “El Varal” hay una meseta descubierta y llana donde de 1513 a 1534 habitó un grupo tribal procedente de Tlajomulco. Este grupo era precisamente el de Don Francisco Tepotzin que recién había salido de Tlajomulco. Colindante a “El Varal” existe otro extenso potrero por todos conocido como “La Quebrada”.
Según la leyenda, allá por 1533, por revelación de su dios, los habitantes de “El Varal” tuvieron conocimiento de que deberían buscar otro lugar para establecerse ya que el lugar donde se encontraban se hundiría y, por lo mismo, ellos morirían si no lo abandonaban. Por esa misma revelación se les hizo saber que deberían subir, en la noche, a una parte alta en la ladera del cerro y que, mirando hacia el oriente, buscarán una luz muy brillante. Que les indicaría precisamente el lugar en donde deberían establecerse.
Al sur de lo que ahora es Ixtlahuacán existió un manantial conocido como “El Ojo de Agua”. El agua de ese manantial corría hacia abajo, hacia el norte, por lo que en la llanura se formaban extensos charcos. Por las noches, en el agua de esos charcos, desde muy lejos se veía la brillante luz reflejada del lucero de la mañana que viene siendo el planeta Venus.
Esa brillante luz es la que vieron nuestros antepasados de “El Varal” desde algún lugar de la ladera de la montaña “El Picacho”. Los hasta entonces habitantes de “El Varal” de acuerdo a la señal indicada se trasladaron a lo que ahora es Ixtlahuacán, pero no se establecieron en la llanura, sino que optaron por hacerlo en las cercanías donde brotaba el manantial “El Ojo de Agua” en donde aún existe un, más de cuatro veces centenario, árbol conocido como “Sabino”. Años después, efectivamente si hubo un considerable hundimiento, no precisamente en lo que es “El Varal” pero sí en las cercanías, en un lugar llamado “Mexiquito” pero actualmente más conocido como “La Quebrada”. En la actualidad aún se nota la depresión del terreno, aunque ya muy disimulada por la tupida vegetación.

### SigloXXI
En 2020, el municipio cobró relevancia nacional luego de que la noche del 4 de mayo la policía municipal arrestó y asesinó a Giovanni López (un albañil de 30 años de edad) por presuntamente no portar cubrebocas en la vía pública, esto en el marco de las restricciones sanitarias por la pandemia del Covid-19 en México. La investigación se llevó de manera silenciosa, por lo que la familia de Giovanni sintió que no se estaba realizando nada al respecto, lo que provocó que la familia publicara el vídeo del arresto y se viralizara en redes sociales provocando la indignación de la sociedad que realizó protestas en la ciudad de Guadalajara. Los familiares de la víctima incluso acusaron al entonces presidente municipal, Eduardo Cervantes Aguilar, de intentar sobornarlos para no revelar información sobre el caso, cosa que el presidente rechazó. Este hecho se sumó a otras acusaciones de abuso de autoridad durante la gestión de Cervantes en el municipio.